# Стара турска поща (Солун)
Старата турска поща (на гръцки: Οθωμανικό ταχυδρομείο) е историческа постройка в град Солун, Гърция.

## Местоположение
Сградата е разположена в традиционния квартал Лададика, на улица „Оплопиос“ № 2.

## История
Сградата е построена в ΧΙΧ век и в нея се помещават пощенският и телеграфният офис на града. При големия пожар в 1917 година сградата претърпява сериозни щети, но в 1921 година Йосиф Санитудис я купува, поправя щетите и я дава под наем на семейство Тромбакас, което я превръща в хотел. През Втората световна война сградата е използвана от германците и след края на войната тя преминава в собственост на гръцката държава, която по-късно я връща на собствениците му. Разположението му в близост до пристанището и до трамвайната линия позволява на хотела да стане много популярен. В началото на XXI век на приземния етаж има ресторант, а останалата част е хотел „Бристъл“.
Сградата е обявена за исторически паметник и произведение на изкуството през 1983 и 1997 година.

## Архитектура
В архитектурно отношение е триетажна сграда с партер, предназначена за търговска употреба. Отличен пример за еклектичната архитектура, при която европейските влияния се сблъскват с традициите на османската архитектура. Сградата съчетава ренесансови и рококо елементи с прекрасни висулки, псевдопиластри и капители. Парапетите на балконите са извити и ръбът на двете страни излиза на 45 градуса.